# バリー・グリフィス
バリー・グリフィス（Barri Griffiths、1982年1月13日 - ）は、ウェールズのプロレスラー。トレマドック出身。

## 来歴

### キャリア初期
2006年にバーケンヘッドのプロレスリング・スクールにてトレーニングを開始、2007年にプロレスラーとしてデビュー。セルティック・ウォリアー（Celtic Warrior）、またはスマックダウン・ウォリアー（Smackdown Warrior）のリングネームで地元であるウェールズを拠点とするOPW（Orig Williams Promotions）、イングランドのASW（All Star Wrestling）を中心にイギリスのインディー団体で活動。

### WWE

#### FCW
2008年、WWEと契約を交わし入団。傘下団体であるFCWにてメイソン・ライアン（Mason Ryan）のリングネームでトレーニングを開始。
2010年7月、FCWフロリダヘビー級王座を保持するアレックス・ライリーと対戦して勝利。ベルトを奪取した。9月、FCWフロリダタッグ王座を保持するデリック・ベイトマン & ジョニー・カーティスと抗争を開始。同月19日、ベイトマンとノンタイトルマッチを行い敗戦するが、同月26日にカーティスとのFCWフロリダヘビー級王座を賭けたタイトルマッチでは窮地に立たされたところを解説者であるバイロン・サクストンの介入に助けられて勝利し、防衛に成功した。

#### WWE
2011年1月、WWEに昇格。17日のRAWにおいてジョン・シナ vs CMパンクの試合に乱入。シナとパンクを襲撃するがパンクとの睨み合いの末、降伏しネクサスにメンバー入り。CMパンクの用心棒的な存在としてリング内外を暴れ回るものの3月11日のRAWにてランディ・オートンにパントキックを決められ長期欠場となる。
4月18日のRAWでCMパンク vs オートン戦に乱入しオートンを袋叩きにして復帰した。復帰後は、パンクと共に活動することが多くなり、5月23日のOver the Limit 2011にてパンクと共にタッグ王者のケイン & ビッグ・ショー組に挑戦するも敗北してしまう。その後もネクサスで活動するも怪我をして欠場という形となり、パンクもシングルでトップ前線で活動。オタンガとマクギリカティはコンビでタッグ前線へ行きネクサスは事実上の解散という形になった。
9月8日、Superstarsの収録にて復帰し、JTGを相手に勝利を飾った。9月26日のRAWにて、ザック・ライダー & エア・ブーンとドルフ・ジグラー & ジャック・スワガーの試合において3分以内にもう一人チームメイトを探してこいと言われたヴィッキー・ゲレロに連れられて登場。スワガーとタッチして交代したと思いきやスワガーを急襲し、ジグラーにサイドスウィンキングスラムを放って去っていった。以降、ベビーとして活動。ザック・ライダーと共にジグラー、スワガーなどと対戦するが、徐々に抗争からフェードアウトするようになり、Superstarsを主戦場とするようになっていき、後に負傷欠場。
2013年1月31日、NXTのサカモト戦にて復帰。新しいフィニッシャーであるジャックハマーを決めて復帰戦を勝利で飾った。5月29日にはエンツォ・アモーレを相手に圧倒的強さを発揮した。6月5日にはNXT王座挑戦者決定戦のバトルロイヤルにて18人中11人を脱落させる活躍を見せた。7月よりエンツォ・アモーレ & コリン・キャサディとの抗争を開始し、10日にはハンディーキャップマッチで敗戦。31日にはアモーレ & キャサディ vs トンズ・オブ・ファンク（ブローダス・クレイ & テンサイ）とのタッグマッチにて介入し、トンズ・オブ・ファンクの勝利に貢献。試合後に3人でダンスを披露した。8月14日、スコット・ドーソンと対戦して勝利するもドーソンのマネージャーであるシルベスター・ルフォーより因縁をつけられて再戦することが決定するも、9月4日に対戦することになったのはアレクサンダー・ルセフであり、圧倒するもルフォーとドーソンの介入により敗戦した。10月よりNXT Liveにてジェイソン・ジョーダンとタッグを結成し、ラクエル・ディアスをマネージャーに従えて活動。ジ・アセンションと抗争を展開するも勝利をすることができずに終了した。
2014年1月1日、NXTにてバックステージで再びルフォーに因縁をつけられることになった。対戦相手はタイラー・ブリーズであったがルフォーの介入により敗戦した。2月5日にはアレクサンダー・ルセフ、スコット・ドーソンと相次いでプロデュースするレスラーがいなくなって新たな相棒を探していたシルベスター・ルフォーに因縁を付けられるも一蹴。4月24日にはタイソン・キッドとシングルマッチを行うが敗れた。出場機会には恵まれていたものの、WWEへの再昇格を見込まれなくなり5月1日、WWEから解雇となった。

### インディー団体
WWE解雇後、2014年6月7日、ニュージャージー州を拠点とするPWS（Pro Wrestling Syndicate）のSuper Card 2014に参戦。ライフガードと対戦して勝利。9月6日、プエルトリコの団体であるWWCのSeptiembre Negroに参戦。WWCユニバーサルヘビー級王座を保持するマイティ・ウルサスに挑戦。最後にスーパーセントーンを決められ敗戦。10月18日、ドイツの団体であるwXw（Westside Xtreme Wrestling）のwXw 14th Anniversary Tour: SlamMania IIに参戦。wXwショットガン王座を保持するジョン・クリンガーに挑戦。最後にドミネーターを決めて勝利。ベルトを奪取。同月19日、wXw 14th Anniversary Tour: ApoldaにてクリンガーとwXwショットガン王座を賭けて再戦。最後にレッキングボールニーを喰らい敗戦。ベルトを奪取され1日の天下に終わった。
2015年2月10日、アントニオ猪木が日本で主宰するIGFにて20日に行われるイベント、GENOME32にメイソン・ウィリアムズ（Mason Williams）のリングネームで参戦する事が発表された。同月20日、GENOME32にて将軍岡本と対戦し、大技の応酬となるが最後には岡本からパイルドライバーを喰らい敗戦した。6月27日、GENOME34にてヌックスと対戦。両者リングアウトにより引き分けになった。7月3日、フロリダ州を拠点とするFIP（Full Impact Pro）のDeclaration of Independence 2015に参戦。ムースと対戦。重量級対決となるが最後にレフェリーが目を離している隙を突いてローブローを決めて勝利した。

## その他
- プロレスラーになる以前、プロサッカー選手として活動していた期間があり、ウェルシュ・プレミアリーグに配属されているポーツマドッグFCに所属していた[12]。
- 2009年、ヨーロッパ圏で放映されたSky1のスポーツ番組、グラディエーターズ（Gladiators）で力を使う種目を担当するゴリアテとして出演[12]。レスラーの傍らウェールズのテレビ局で働いていたことと、グリフィスのトレーナーであるオリッグ・ウィリアムズの紹介から出演するきっかけとなった。
- 2010年9月、ウェールズ圏を放送対象地域とする放送局のS4Cで放送された、ポール・オグレディー・ショーというドキュメンタリー番組に出演。グリフィスがWWEに入団するまでの数ヶ月間を特集された。
- WWE内でほぼ触れられる事はないが、入団前から体型・容姿・声など、ありとあらゆる部分がバティスタに似ていると話題になった。
- 2016年1月、世界最高峰のエンターテイメント集団であるシルク・ドゥ・ソレイユがMGMグランドで常設公演するカー（Kà）の一員として採用された事を発表。射手長を演じる[13]。

## 得意技
- コブラクラッチスラム
- ヘラクレス・カッター
- ジャックハマー
- パンプハンドルスラム
- ドミネーター

カナディアン・バックブリーカーの体勢から、相手を前方に反転させフェイスバスターで叩き付ける。
ボビー・ラシュリーの得意技として知られる。
- ハウス・オブ・ペイン

相手をロック・ボトムの状態から持ち上げてスウィンギング・サイドスラムで叩きつける技。
- スピアー
- ブロック・ロック

かつてはブロック・レスナーが使用していた。マフラーホールドとシングル・ボストンクラブの複合技。
- アルゼンチン・バックブリーカー
- クローズライン
- ビッグ・ブート

## 獲得タイトル
FCW
- FCWフロリダヘビー級王座 : 1回

wXw
- wXwショットガン王座 : 1回

APWA（American Pro Wrestling Alliance）
- APWAトライステート王座 : 1回

WrestleSport
- WrestleSportヘビー級王座 : 1回

UPWA（United Pro Wrestling Association）
- UPWA世界ヘビー級王座 : 1回

## 入場曲
- Blood Shot
- We Are One (12 Stones)
- Here And Now Or Never